# Miltochrista detracta
Miltochrista detracta là một loài bướm đêm thuộc phân họ Arctiinae, họ Erebidae.